# Richard Baynard
Richard Baynard, né vers 1371 et mort le 7 janvier 1434, est un avocat et homme politique anglais.

## Biographie
Issu d'une famille de grands propriétaires terriens de l'Essex, il hérite de ces propriétés à l'âge de quatre ans, après le décès de son père et de ses trois frères aînés. Il achève ses études de droit en 1395 et devient avocat spécialisé en droit foncier, se mettant au service de divers membres de la gentry locale. Il est élu député de l'Essex à la Chambre des communes en 1406. Il est élu ensuite aux parlements de novembre 1414, de décembre 1421, de 1423, de 1427 puis enfin de 1433. Les députés le choisissent pour présider la Chambre lors de la session de décembre 1421. Sa carrière politique s'avère peu marquante, et il meurt moins de trois semaines après avoir siégé au parlement de juillet à décembre 1433. Ses trois fils (dont un illégitime) et deux de ses filles lui survivent.